# Taxón neonativo
En biogeografía, se conoce como taxón neonativo a una especie o subespecie de un organismo que mantiene poblaciones en un determinado lugar a donde ha llegado por sus propios medios expandiendo su distribución geográfica pasada, y que su presencia allí obedece a algún tipo de alteración indirecta causada por los seres humanos. Dependiendo del tipo o intensidad de dichos cambios antrópicos y del impacto en los ecosistemas locales, la presencia del taxón podrá ser calificada de forma más relacionada con las entidades genuinamente nativas (como una subcategoría) o, por el contrario, asimilarse más a las introducidas. Su estudio y la correcta categorización de su presencia es de suma importancia a los fines jurídico-legales, al definir si al taxón el estado deberá brindarle protección o, por el contrario, promoverá su control o erradicación del área en cuestión, es decir, haciéndolo decantar hacia una de las opciones tradicionales y ampliamente aceptadas en la clasificación dicotómica de la natividad de los taxones. Para la investigación científica, su conocimiento presenta numerosos interrogantes básicos, pero la comprensión de los mismos beneficiará la gestión de los recursos, las políticas sobre biodiversidad y el bienestar humano. 

## Etimología e historia
Etimológicamente, el término neonativo se construye con la palabra del idioma griego neo, que significa ‘nuevo’ y la palabra en latín natīvus, que se traduce como ‘perteneciente o relativo a un lugar’.
El concepto fue propuesto en el año 2019 por Franz Essl, Stefan Dullinger, Piero Genovesi, Philip E. Hulme, Jonathan M. Jeschke, Stelios Katsanevakis, Ingolf Kühn, Bernd Lenzner, Aníbal Pauchard, Petr Pyšek, Wolfgang Rabitsch, David M. Richardson, Hanno Seebens, Mark van Kleunen, Wim H. van der Putten, Montserrat Vilà y Sven Bacher,
Se escogió este término porque captura sucintamente el estado biogeográfico de tal tipo de taxón, es decir, que su presencia en una región es relativamente recientemente. Se propuso la siguiente definición para neonativo: “Es aquel taxón que se ha expandido geográficamente más allá de su área de distribución nativa y que ahora tiene poblaciones establecidas cuya presencia se debe a cambios inducidos por los humanos en el entorno biofísico, pero no como resultado del movimiento directo de la acción humana, intencional o no, o de la creación artificial de corredores de dispersión como canales, carreteras, tuberías, túneles, etc.”
Proponen que, tal como la mayoría de las regulaciones internacionales hacen, los neonativos prima facie sean considerados nativos en el nuevo rango, pero que, como una subcategoría distinta, sean discriminados de los taxones nativos que se encuentran dentro de su rango histórico y de los taxones nativos que se expandieron aparentemente sin responder al cambio ambiental inducido por el ser humano.
Si bien este término ya contaba previamente con una historia de uso, esta era muy limitada y focalizada en especial a otros contextos; se empleó (con definiciones distintas) en botánica, en silvicultura y en antropología.

## Descripción
Cambios en la distribución de taxones pueden ser consecuencia de acciones humanas indirectas, que alteran las características biofísicas del medio ambiente.
Estas alteraciones pueden modificar la idoneidad de una región para un taxón a través de una gama de mecanismos potenciales: la modificación del hábitat, el cambio climático antropogénico, el cambio del uso de la tierra, la sobreexplotación, la eutrofización, la contaminación, la creación de nuevos recursos tróficos o lugares para anidamiento, la eliminación de competidores o depredadores nativos o la conectividad a través de corredores biológicos o por medio de infraestructura.
Estos cambios indirectos mediados por humanos son generalmente graduales y pueden causar en una región alteraciones, sutiles o generalizadas, en los atributos biofísicos de su medio ambiente y en la facultad de esta de poder ser ocupada. Los taxones que los aprovechan, extendiendo sus geonemias, son calificados como neonativos en las áreas que conquistan.
Hay que diferenciar entre un nativo que ha expandido su geonemia por razones naturales o poco claras, versus un neonativo, el cual solo pudo alcanzar una determinada zona como resultado de los cambios producidos por los seres humanos en la misma región, o en un área intermedia entre esta y su distribución original. Igualmente, hay una amplia zona gris sobre qué grado de influencia humana debe superar para que la población expandida de una especie nativa deje de serlo en la nueva área y pase a ser contemplada como neonativa.   
Han previsto opcionalmente, trazar un corte temporal en el año 1950 —el inicio del Antropoceno—, dado que después de la Segunda Guerra Mundial la dominación humana del planeta y las agresiones hacia este se han intensificado exponencialmente. Sin embargo, también han aportado argumentos para llevar ese corte mucho más al pasado, ya que el fenómeno y las consecuencias del cambio ambiental inducido por el hombre sobre el potencial de las especies para expandir sus distribuciones, comenzó mucho tiempo antes, como parte de un proceso continuo y creciente, desde el Neolítico, con sustanciales modificaciones humanas de sus entornos naturales, a través de los cambios antropogénicos del ciclo del fuego, la deforestación y el inicio de la agricultura. A pesar de esto, en la práctica, los administradores y la comunidad conservacionista, tanto respecto a gestionadores de taxones terrestres como de marinos, en su gran mayoría se preocupan por abordar solo las expansiones geográficas contemporáneas en lugar de las históricas.
No deben ser calificados como neonativos las observaciones casuales de taxones más allá del rango de referencia histórico o los producidos como fruto de sucesos temporales; solo califican si hay evidencia de que condujo al establecimiento de poblaciones fundadoras en el frente de expansión y, si se logró rastrear la causal del cambio, esta sea de origen antropogénico indirecto.
Se identificaron desafíos clave que deberán afrontar a futuro la investigación científica y los administradores de la vida silvestre: 
- Anticipar y comprender los impactos de los neonativos en los ecosistemas receptores y en los servicios que brindan;
- Identificar los impulsores de su rápida expansión geográfica;
- Mejorar la comprensión de los rasgos de los neonativos versus los de los paleonativos;
- Avanzar en el conocimiento de las opciones de manejo de los neonativos, su aplicabilidad y utilidad, y los riesgos asociados, así como los beneficios de su conservación;
- Buscar el reconociendo de los neonativos en la legislación, en las políticas de manejo, directrices y programas de biodiversidad desde escalas regionales hasta globales.[2]

### Método para definir los taxones neonativos
Se han propuesto 5 rasgos característicos para separar a las poblaciones de taxones neonativos de las de los paleonativos:
(1) Expansión de su geonemia más allá del rango histórico (más de 100 km o algunas centenas de metros altitudinales); 
(2) El rol facilitador del cambio ambiental inducido por el hombre; 
(3) La ausencia de evidencia de una acción humana directa (introducción); 
(4) El estatus de la población que se encuentra fuera del rango nativo histórico de referencia, es decir, debiendo esta ser: autosuficiente, persistente y capaz de reproducirse (no efímera);
(5) El momento del inicio de la expansión.
Los proponentes han reconocido que el sistema aún posee incertidumbres, por lo que han recomendado desarrollar protocolos para intentar resolverlas.

### Similitudes y diferencias con los taxones nativos e introducidos
Un taxón neonativo se diferencia de uno introducido al ser la presencia de este último en un determinado lugar el resultado del traslado y posterior liberación, intencionada o accidental, de ejemplares fundadores. Se asemeja en que el neonativo, al igual que el exótico, podría llegar a resultar un grave problema ecológico en las comunidades y los ecosistemas, al ocupar nichos de los taxones nativos y desplazarlos, o hibridar con ellos, sin embargo, generalmente conllevan obligaciones diferentes para las autoridades responsables.
Respecto a los nativos, se diferencian en que estos son los que han mantenido la distribución geográfica que presentaban antes de producirse los cambios antrópicos, siendo los que corresponden al ecosistema original; los neonativos se asemejan en que su existencia en una zona en especial no se debe al traslado humano, sino al avance por sus propios medios (o por medios naturales).

### Algunos ejemplos generales
Cuando en una amplia región naturalmente carente de árboles el ser humano los cultiva formando agrupaciones de distintas características, con el tiempo, esos nuevos ambientes forestales pasan a ser habitados por especies de ese tipo de ecosistema, destacando especialmente las aves. A estas especies les corresponde la categorización de neonativas, ya que su presencia allí es fruto de los cambios antropogénicos que se han producido en la vegetación. De forma inversa ocurre en las regiones en donde se desarrollaba, de manera prístina o climáxica, una densa cubierta forestal. La destrucción de los bosques o selvas para abrir caminos, aprovechar la madera o destinar los suelos para cultivos, repercute en un retroceso de la biocenosis forestal original, para ser reemplazada por la correspondiente a los espacios abiertos de sus regiones colindantes, la que avanza sobre los terrenos desmontados donde encuentra nuevos hábitats disponibles. Estas especies, ajenas a la matriz boscosa nativa original, son calificadas allí como neonativas.
De una manera más compleja, un área intermedia (una barrera natural o una región biológicamente inadecuada) puede separar dos zonas aptas para una especie, estando esta en una de ellas presente —como nativa— y en la otra ausente. Cuando la actividad antropogénica indirecta, deshace dicha barrera intermedia, la especie puede pasar desde la zona en que es nativa hacia la zona donde estaba ausente, por lo que pasará allí a ser considerada neonativa, ya que solo pudo trasladarse a esa zona ambientalmente apta gracias a la intervención humana, de lo contrario esa área hubiese continuado siendo inalcanzable para sus modos de propagación. En este caso, las poblaciones de especies neonativas conviven en la misma zona con las de especies genuinamente nativas, presumiblemente denominadas "paleonativas".
Esta alteración humana de la barrera puede ser de tipo ambiental: cultivo de vegetación arbórea en una región herbácea (que permite comunicar biotas forestales que dicha zona separaba), deforestación de un área boscosa o selvática (que permite conectar áreas de paisajes no boscosos que dicha zona distanciaba), etc. Las alteraciones de la barrera de tipo ambiental pueden llegar a ser indistinguibles de alteraciones con similares patrones inducidas por el fenómeno conocido como cambio climático (aunque este mismo es también señalado como de origen antrópico). Por ejemplo, un aumento de las lluvias en una región permite una mayor sobrevivencia de las plántulas de especies arbóreas en una matriz herbácea, lo que transforma el ecosistema de una sabana, pradera o estepa a algún tipo de formación forestal. Un aumento de las precipitaciones bajo otros regímenes climáticos puede detonar en una mayor crecimiento de las gramíneas, las que al acumular grandes cantidades de materia seca provocan que los incendios sean mucho más intensos, los que terminan por eliminar las leñosas y consolidar una vegetación graminosa.

### Cuándo no son neonativos
Hay taxones que han superado barreras naturales que acotaban sus distribuciones, utilizando obras de infraestructura humana o gracias a alteraciones antrópicas más artificiales y profundas: desecación de una gran región de lagunas, humedales y bañados (permitiendo el avance y cruce de las especies de las zonas emergidas que la marginaban), construcción sobre un río de un puente o el coronamiento de una represa (lo que permite el cruce de las especies terrestres de uno al otro lado), la construcción de túneles carreteros que traspasan cordilleras, de tuberías o canales para trasvasar volúmenes de agua de una cuenca fluvial o marítima hacia otra o comunicarlas para el transporte naval (con el consiguiente intercambio de las biocenosis acuáticas entre dichas cuencas), la inundación por represamiento de cataratas que impedían el contacto de ictiocenosis que habían evolucionado separadas durante millones de años, etc. Como se ve, si bien los organismos pudieron llegar a la nueva región apta por sus propios medios (por ejemplo, un zorro al caminar sobre un puente hacia el otro lado, o un pez nadando por las aguas de un canal artificial hacia otra cuenca), no hay diferencias apreciables a la introducción accidental o ex profeso de las mismas especies (la liberación de ejemplares del zorro al otro lado del río o el transporte de especímenes de esa especie de pez para su posterior liberación en la otra cuenca). 
Un ejemplo clásico son los peces que han utilizado el canal de Suez para invadir el mar Mediterráneo desde el mar Rojo, o viceversa, fenómeno conocido como migración lessepsiana, en razón del apellido del constructor de dicha obra de ingeniería (Ferdinand de Lesseps).
Todos estos casos no califican como neonativos, como tampoco hay ni la más mínima duda de su origen antrópico (lo que no permite calificarlos como criptogénicos), por lo que tales taxones pueden considerarse inequívocamente exóticos.
Un ejemplo que se relaciona a los anteriores es la reciente expansión de la mariposa mediterránea (Libythea celtis) en Europa Central gracias a la introducción previa como ornamental de su planta nutricia, el árbol almez (Celtis australis), junto con el cambio climático que permitió que el insecto logre sobrevivir a los inviernos.
De igual manera no son neonativos los taxones que dependen de microecosistemas benignos, como los hábitats artificialmente calefaccionados, por ejemplo, invernaderos o biotopos acuáticos de enfriamiento de plantas de energía.

## Polémicas
El hecho de marcar una distinción entre nativos típicos versus neonativos no está exento de polémicas y debates, generando incluso propuestas (como las de John R. U. Wilson) para su no utilización. En gran parte de los casos, los factores responsables de rápidas expansiones de rango y la contribución potencial mediada por el hombre siguen siendo en gran medida desconocidos. Por lo tanto, las atribuciones antrópicas suelen ser las mejores hipótesis conjeturales sobre la base de evidencias a menudo circunstanciales, pero la incertidumbre en tales circunstancias seguirá siendo grande. Tampoco hay concordancia entre los especialistas sobre hasta qué grado debe ser considerado el cambio ambiental indirecto promovido por el hombre, al asignar el estatus de un taxón, y algunos autores de instrumentos legales sugieren que no debería considerarse en absoluto o solo en situaciones muy específicas, bajo el razonamiento de que el fenómeno de cambios de rango en respuesta a las presiones ambientales es necesario en función de que son inherentes a la misma sobrevivencia de los taxones y que tales movimientos no deben ser relacionados con las verdaderas invasiones biológicas, ni se debe interferir o combatir estos movimientos. Para estos especialistas, todas deberían ser consideradas como típicas nativas. De hecho, las paleonativas también pueden ser resultado de la intervención humana pretérita, ya que nuestra especie viene afectando el medio ambiente desde que los cazadores-recolectores extinguieron la megafauna o, para mejorar sus posibilidades de caza, prendieron fuego los ecosistemas primitivos, estimulando así el crecimiento de ciertas plantas heliófilas o adaptadas a las quemas periódicas. La circunstancia de que estemos ante un volumen de cambios distribucionales cada vez más generalizado y sin precedentes responde a la profunda alteración antrópica sobre los ecosistemas y el clima global y a los esfuerzos de la biota por adaptarse a los mismos, por lo que cualquier intento de “congelar” los componentes específicos de una biocenosis estará condenado al fracaso.
La casi ubicuidad de los impactos antropogénicos en el Antropoceno determina que en la práctica es mucho más difícil distinguir las especies que están expandiendo sus rangos independientemente del cambio ambiental (paleonativas) respecto a las que lo hacen apoyadas por los cambios humanos (neonativas).
Para que la distribución de una especie se defina en términos de poblaciones neonativas y paleonativas, debería trazarse una línea en un mapa, pero los diferentes biogeógrafos no en todos los casos trazarían la línea en el mismo lugar; esta disparidad, fruto de la incertidumbre respecto a la información con que se cuenta, podría encapsularse dibujando, con dos líneas, una zona de transición, resolución que necesitaría de un riguroso protocolo, universalmente aceptado.
Se aduce que la metodología propuesta encierra tal nivel de incertidumbre, en algunos casos irresolubles, que no sería apropiado comenzar su empleo sin antes descubrir cómo implementarlo en la práctica.
Entre los interrogantes que se han planteado es la no definición sobre cómo se debería lidiar con las especies que pierdan sus poblaciones paleonativas como resultado del calentamiento global y el consiguiente corrimiento geonómico hacia los polos. Tampoco se ha definido un límite temporal más allá del cual una población neonativa debería considerarse ya como paleonativa. También está la duda sobre si se debería facilitar la expansión geográfica de taxones hacia nuevas regiones que se han vuelto climática o funcionalmente adecuadas para ellos, haciéndolo mediante el aumento de la permeabilidad o la conectividad de los paisajes (por ejemplo, mediante “infraestructura verde” o corredores de dispersión).
Si bien existe una clara dicotomía entre las poblaciones nativas y las exóticas, por razones prácticas y conceptuales, rara vez hay una dicotomía entre las poblaciones neonativas y las paleonativas.
Otros creen que, ante el nivel de cambios profundos que está sufriendo el planeta, la colonización asistida con el objetivo de crear nuevas poblaciones y así acelerar el proceso neonativo, terminará siendo la única forma para conservar muchas especies.
Para otros autores, todas las especies neonativas deben considerarse como exóticas, debido a que su presencia obedece a acción humana indirecta subyacente o claramente atribuible a los cambios ambientales antrópicos o, por lo menos, no pueden ser consideradas nativas guiándose por las definiciones tradicionales.